# Archivio audiovisivo del movimento operaio e democratico
La Fondazione archivio audiovisivo del movimento operaio e democratico (AAMOD) è una fondazione nata in Italia nel 1979 con lo scopo di ricercare, raccogliere, conservare documenti audiovisivi storici, di repertorio, di attualità e di ricostruzione narrativa.
Svolge la sua attività nel campo degli audiovisivi (cinema, TV, multimedia) per favorire la costruzione di una memoria collettiva dei movimenti sociali e dei loro protagonisti.
Organizza attività di ricerca e allestisce mostre su temi riguardanti la storia e la società, curando pubblicazioni specializzate.
La sua sede è a Roma.
Primo presidente della Fondazione è stato Cesare Zavattini che ha ricoperto tale ruolo fino alla sua morte, nel 1989.

## La storia
L'Archivio audiovisivo del movimento operaio e democratico nasce nel 1979 come associazione, con la denominazione di Archivio storico audiovisivo del movimento operaio (ASAMO), ed eredita il patrimonio filmico del PCI e della Unitelefilm - società di produzione cinematografica, legata al PCI.
Nel 1983 il patrimonio dell'archivio viene dichiarato di notevole interesse storico dalla Soprintendenza archivistica per il Lazio. È il primo archivio audiovisivo italiano, che grazie alla consistenza e importanza del suo patrimonio, riceve questa notifica. Nel 1985 l'Archivio viene riconosciuto come fondazione, per la necessità di tutelare al meglio il suo patrimonio: l'archivio assume quindi l'attuale denominazione: Fondazione archivio audiovisivo del movimento operaio e democratico (AAMOD).

## Il patrimonio
Attualmente il patrimonio dell'archivio audiovisivo si può suddividere nelle seguenti aree: Filmoteca, Audioteca/Nastroteca, Fototeca, Archivi cartacei, Archivi ospiti.

### Filmoteca
Il patrimonio audiovisivo è costituito soprattutto da film documentari e film di non fiction, finiti e non finiti, prevalentemente di argomento storico, politico, sociale.
I film riguardano il secolo XX, dagli inizi della storia del cinema ad oggi. Si riferiscono a tutti i paesi del mondo, anche se l'Italia ha una parte predominante.
Le immagini documentano la storia del lavoro, del movimento operaio e sindacale, dei partiti della sinistra italiana, delle loro battaglie politiche e civili, delle mobilitazioni sociali e dei movimenti collettivi, delle lotte di liberazione nazionale in altri paesi, soprattutto dalla fine degli anni quaranta a oggi.
Sono conservate anche fonti della prima metà del Novecento, tra cui una serie relativa ai classici sovietici di fiction e non fiction. Il patrimonio è costituito da produzioni diverse, italiane ed estere (provenienti da: Africa, America Latina, Asia, Europa dell'Est,), da depositi di autori e privati (tra cui: F. Birri, Libero Bizzarri, Luciana Castellina, G. Ferrara, M. Forleo, A. Miscuglio, Paolo Pietrangeli, R. Ragazzi, S. Svenstedt, G. Tartagni), da associazioni culturali e politiche (tra cui: PCI, PdUP, PRC, ACLI, FPLE, ARCI, Immagini Mosse, Centro di cultura popolare, Servire il popolo, Ciriec), da sindacati (tra cui: CGIL, FIOM, FLM, SPI CGIL), da società di produzione (Reiac, Albedo cinematografica, AEP).
Di grande importanza la raccolta speciale sulla guerra e la storia del Vietnam, forse la più consistente d'Europa, e la raccolta della documentazione sul G8 di Genova.
Alcuni dei numerosi fondi filmici conservati, a cominciare da quelli sui quali si è costituito l'archivio.
Le date indicate si riferiscono ai titoli compresi nei fondi filmici e non agli anni di costituzione degli organismi.

#### Fondo PCI
Consistenza: centinaia di titoli
Periodo: 1921–1980
Si tratta in parte di documentari e in parte di documentazione filmica di eventi di attualità, prodotti, a partire dal secondo dopoguerra, dalla sezione Stampa e propaganda della direzione del PCI e commissionati a volte alla Unitelefilm o ad altre società di produzione.
Del fondo fa parte, tra altri preziosi documenti, la serie di Terzo Canale (21 documenti). Sono inoltre presenti documentazioni filmiche provenienti da paesi esteri (Africa settentrionale e orientale, America Latina, Est Europa, paesi ex coloniali, Sud Est asiatico), frutto di scambi e contatti del PCI con organizzazioni politiche locali.
Di particolare rilevanza alcuni documenti degli anni venti e trenta del Novecento, acquisiti dagli archivi filmici sovietici, quali Gramsci a Mosca (1923, probabilmente le uniche immagini filmiche raffiguranti Antonio Gramsci), Capri 1926 e le immagini della guerra d'Etiopia (1935/36).

#### Fondo Unitelefilm
Consistenza: circa 2000 titoli
Periodo: 1925–1990
L'Unitelefilm venne fondata nel 1963, e la sua costituzione fu promossa dal PCI con il compito di raccogliere e conservare la produzione dei film di propaganda del PCI, realizzati da una serie di strutture centrali e periferiche del partito, oltre alla realizzazione di una propria autonoma produzione.
Infatti, molta della produzione documentaria della società fuoriusciva dai cliché della propaganda politica comunista.
Numerosi gli autori che hanno collaborato alla produzione documentaria della società, tra cui: G. Amico, A. Bertini, Bernardo Bertolucci, M. Carbone, L. Di Gianni, G. Ferrara, J. Joaquin, Carlo Lizzani, E. Lorenzini, C. Mangini, Francesco Maselli, M. Mida, R. Napolitano, P. Nelli, J. Nobecourt, Luigi Perelli, Elio Petri, D. Segre, G. Serra, F. Taviani, Paolo e Vittorio Taviani, W. Tchertkoff.
Da sottolineare, tra le tante iniziative produttive della società, il film documentario dedicato a Pier Paolo Pasolini, realizzato nel 1967 da C. Di Carlo e la serie intitolata Un autore una città, realizzata nel 1980 da noti autori cinematografici, quali Giuseppe Bertolucci, Ugo Gregoretti, Ettore Scola, A. e A. Vergine.
Il fondo comprende anche numerosi documenti provenienti dall'estero, frutto di scambi con società di produzioni dei paesi dell'Est Europa (Defa; Soykinokhronika; Mafilm; Studi A. Sahia, etc.); o provenienti da documentaristi che hanno ripreso momenti della lotta dei movimenti di liberazione in paesi esteri.
Di particolare rilievo: la serie dei "classici sovietici", tra cui spiccano nomi di autori quali Dovženko, Ejzenštejn, Ekk, Kozincev, Kuleshov, Pudovkin, Rajzman, Room; il nucleo di film realizzati da Dziga Vertov, tra il 1925 e il 1935, e il film a base integrale d'archivio La caduta della dinastia dei Romanov, di Ester Ŝub.

#### Fondo AAMOD (audiovisivo)
Consistenza: circa mille titoli
Periodo: anni cinquanta – 2006
Il fondo ASAMO-AAMOD raccoglie la produzione prima dell'"Archivio storico audiovisivo del movimento operaio" (ASAMO), che si costituì in associazione nel 1979, e poi dell'"Archivio audiovisivo del movimento operaio e democratico" (AAMOD), che è diventato il nome attuale della Fondazione in cui si trasformò nel 1985.
Il fondo è costituito da film di non fiction, finiti e non finiti.
I temi principali sono i seguenti: ambiente, crisi economica, democrazia, diritti civili, disoccupazione, eventi politici, formazione e scuola, giustizia, globalizzazione, governo, immigrazione, lavoro, pace/guerra, lotta alla mafia, lotte sociali, solidarietà paesi Terzo Mondo, terrorismo.
Di particolare valore è la documentazione filmica di eventi della società italiana, in genere trascurati dai grandi apparati di comunicazione.
Fanno inoltre parte del fondo circa 70 film documentari prodotti dall'Aamod ed editi singolarmente o in collana e film ri-editi. Fra gli autori, oltre quelli che hanno collaborato con l'Unitelefilm, si segnalano registi e filmmaker tra i quali: U. Adilardi, G. Albonetti, M. Astolfi, F. Berruti, M. Bertozzi, G. Boursier, Mimmo Calopresti, A. Ceste, A. Cicconi, P. Di Nicola, R. Ferraro, M. Franceschini, P. Isaja e M.P. Melandri, V. Mancuso, F. Mariani, M. Morbidelli, P. Pisanelli, F. Pullano, L. Ricciardi, S. Savorelli.
Tra le collane, si segnalano Scienza e disarmo: una serie di 20 lezioni tenute, tra il 1984 e il 1986 alla facoltà di Fisica dell'Università La Sapienza di Roma, da importanti scienziati italiani (E. Amaldi, C. Bernardini, B. Bertotti, F. Calogero, P. Cotta-Ramusino, M. De Maria, R. Fieschi, G. Fiocco, F. Graziosi, A. Ottolenghi, E. Ponzo, G. Salvini, M. Sartori, C. Schaerf) realizzate da G. Albonetti, U. Adilardi, L. Perelli; la serie Diario del Novecento: dieci videoantologie su temi di rilievo della storia mondiale dal 1936 alla fine degli anni novanta (guerra di Spagna, guerra del Vietnam, Cuba), sulla storia italiana nel secondo dopoguerra (la guerra fredda, il miracolo economico, Il Sessantotto, gli anni settanta, la questione meridionale), realizzate da G. Bertolucci, G. Chiesa, D. Cini, A. De Lillo, A. Giannarelli, C. Lizzani, G. Gamba, F. Giraldi, G. Pannone e Paolo Pietrangeli.

#### Fondo CGIL
Consistenza: centinaia di titoli
Periodo: Seconda metà del Novecento
Si tratta di documentari e di documentazione filmica non finita, relativi alla storia del sindacato in Italia (non solo della CGIL) e dei suoi protagonisti.
Attraverso questi film è possibile avere il quadro dei momenti più significativi dell'attività della CGIL, ma anche di altre organizzazioni sindacali, inoltre della storia degli scioperi, delle manifestazioni, delle lotte per i diritti di tutti i lavoratori, dei congressi, cui parteciparono figure celebri del sindacalismo italiano ed anche estero.

#### Fondo Reiac Film (audiovisivo)
Consistenza: centinaia di titoli
Periodo: 1964–1990
La società di produzione Reiac film (Realizzazioni indipendenti autori cinematografici) è nata nel 1964 a Roma. La società rappresentava un esperimento originale di compartecipazione economica, negli investimenti e negli utili, tra numerosi autori cinematografici. L'obiettivo era tra l'altro quello di realizzare opere indipendenti rispetto alla grande industria produttiva e distributiva cinematografica e televisiva, e perseguiva una capacità autonoma di progettazione nei vari ambiti cinema e TV, nella fiction e nella non-fiction; la sperimentazione di forme, temi, modalità produttive; la professionalità tecnica, culturale, artistica e produttiva; il basso costo; la qualità dei prodotti realizzati; forme di lavoro collettivo".
Tra gli autori di film della Reiac (molti dei quali collaboravano anche con l'Unitelefilm e con l'ASAMO-AAMOD) ricordiamo P. Adriano, R. Alemanno, M. Andrioli, G. Bellecca, A. Cascavilla, P. del Bosco, L. Faccini, A. Frezza, M. Gandin, M. Ghirelli, A. Giannarelli, M. Mida, G. Murgia, P. Nelli, R. Polizzi, N. Risi, S. Scandurra, M. Scaparro, V. Sermonti, V. Tosi, G. Turi, Al. Vergine, An. Vergine e Cesare Zavattini.
Nel 1983 i materiali audiovisivi e parte della documentazione cartacea della società hanno iniziato a essere depositati presso l'Archivio Audiovisivo del movimento operaio e democratico.

#### Fondo Cinegiornali Liberi
Consistenza: 11 numeri
Periodo: 1968–1970
Cinegiornali concepiti come un'attività cinematografica indipendente e collettiva su temi di interesse sociale e politico. L'iniziativa ha un precedente nel Cinegiornale della pace, ideato da Cesare Zavattini e realizzato nel 1963.
L'idea di fondo che ha ispirato la progettazione dei Cinegiornali Liberi era quella di raggiungere anche un pubblico diverso da quello delle sale, un pubblico complice, non solo spettatore ma anche autore libero e consapevole, così come Cesare Zavattini specificherà nel Cinegiornale libero di Roma n. 1 (1968): "Tutta la città, se siamo capaci di raggiungerla, diventa complice in quanto poi lo vuole vedere [il cinegiornale] e anche con dei riti che sono completamente nuovi, e che sono antitetici proprio alle leggi del vecchio cinema". Intorno ai Cinegiornali liberi si raccolsero molti dei registi più impegnati del giovane cinema italiano.

#### Raccolta Vietnam
Consistenza: centinaia di titoli
Periodo: 1945-1975
Si tratta di documenti filmici con immagini relative alla storia dell'Indocina, quindi del Vietnam, dal 1945 alla metà degli anni settanta del Novecento: la battaglia di Dien Bien Phu, che vide la fine della dominazione coloniale francese, sancita dalla conferenza di Ginevra del 1954; la costituzione del Vietnam del Nord, prima ex-colonia ad essersi trasformata in un paese socialista; la vita politica nel Vietnam del Sud, con il succedersi di governi reazionari e dispotici; l'aggressione militare degli Stati Uniti, che ha chiamato tutto il mondo democratico alla solidarietà e alla mobilitazione per sostenere la resistenza vietnamita; i bombardamenti americani, l'uso delle armi chimiche, l'offensiva del Tet del gennaio 1968 - quando i vietcong riuscirono quasi a vincere la guerra nel momento in cui massima era la presenza militare americana, fino a giungere alla fine della guerra nel 1975, con l'ingresso dei vietcong a Saigon.
La raccolta si conclude con il film Vietnam, scene del dopoguerra, il primo reportage cinematografico realizzato nel Vietnam del Sud da Ugo Gregoretti e Romano Ledda, in un viaggio per l'intero paese compiuto nel mese di luglio 1975, due mesi appena dalla fine della guerra. I preziosi materiali provengono da autori e filmmaker di tutti i paesi del mondo, che hanno espresso solidarietà al Vietnam del Nord. Il nucleo più importante è costituito dalla documentazione filmica prodotta dal Fronte di Liberazione Nazionale del Vietnam del Sud, in parte ancora inedita.

#### Fondo Libero Bizzarri (audiovisivo)
Consistenza: un centinaio di titoli
Periodo: 1950–1985
Il fondo è costituito da documenti filmici depositati in archivio nel 1986 dal regista Libero Bizzarri, girati e prodotti per diverse società, ma soprattutto per la Egle cinematografica e, in seguito, per la RAI.
Il fondo comprende anche titoli di altri autori e produzioni, raccolti da Bizzarri. Il deposito dei materiali filmici ha preceduto quello dell'intero archivio cartaceo privato del regista, effettuato dalla vedova, Elvira Castellucci Bizzarri, alla fine degli anni novanta.
I contenuti dei film spaziano da inchieste e reportage socio-economici, antropologici e di costume, in particolare nell'Italia degli anni sessanta e settanta, a monografie dedicate ad artisti, statisti, politici, personaggi storici e del mondo dello spettacolo, italiani e stranieri.
L'AAMOD nei primi anni novanta aveva realizzato una ricerca e una filmografia sulla produzione cinematografica di Libero Bizzarri, a cura di Paolo Prosperini, in collaborazione con altri istituti, quali la Fondazione Libero Bizzarri e la Cineteca Nazionale, e con i produttori Giorgio Patara ed Elio e Fulvio Gagliardo della Corona Cinematografica.
Dai documenti cartacei dell'archivio privato del regista, in corso di ordinamento da parte dello studioso Andrea Torre, risulta che i diritti della maggior parte dei film di Libero Bizzarri siano stati da questi ceduti, tra la fine degli anni sessanta e i primi settanta, alla Corona Cinematografica, il cui patrimonio è stato recentemente versato alla Cineteca di Bologna.

#### Albedo Cinematografica
Consistenza: 15 titoli
Periodo (date estreme): 1969-1975
Si tratta di documenti miscellanei, prodotti da enti e società differenti, e raccolti dalla società Albedo Cinematografica: documentari su temi ed eventi politici, sociali, nazionali e internazionali, alcuni dei quali relativi al movimento studentesco.

#### Raccolta G8
Consistenza: 48 titoli
Periodo: 2001–2002
Forse l'evento più documentato con le immagini dalla nascita del film (presenza di 5000 videocamere, migliaia di ore di girato). Intorno ad esso si sono svolte diverse iniziative, a cura dell'archivio: raccolta di materiali da altri, produzione di documentazione (con girati, sperimentazioni di nuovi linguaggi filmici con uso di piani sequenze), preparazione di sintesi di materiali di documentazione, a prodotti finiti.
È stata prodotta una filmografia dei film finiti realizzati sui fatti del G8 di Genova tra il 2001 e il 2002.

#### Fondo Federico Mariani
Consistenza: 59 titoli (in incremento)
Periodo: 1982–2004
Si tratta dei film, realizzati dal filmaker Federico Mariani dell'Associazione Immagini Mosse, o da altri filmaker dell'associazione, riguardanti, oltre eventi italiani, i movimenti di protesta, i conflitti e la situazione politico-sociale dei seguenti paesi: Chiapas, Palestina, ex Jugoslavia, Albania.

#### Fondo Centro di cultura popolare Tufello
Consistenza: 15 titoli
Periodo: 1977–1999
Si tratta della documentazione, realizzata quasi interamente dal filmaker Paolo Di Nicola, dell'Associazione Centro culturale Tufello, riguardante temi ed eventi contemporanei svoltisi nel celebre quartiere periferico di Roma, o promossi dal Centro, o rappresentati in teatro.

#### Fondo Rapimento Giuliana Sgrena (audiovisivo)
Consistenza: 30 ore circa
Periodo: febbraio 2005-marzo 2005
Si tratta della documentazione, prodotta da diversi filmaker e autori, su progetto e richiesta del quotidiano il manifesto, relativa alle giornate di manifestazione per la liberazione di Giuliana Sgrena, alle interviste alla giornalista, dopo il suo rientro in Italia, ai funerali di Nicola Calipari.
L'iniziativa è stata coordinata da Mauro Morbidelli.

#### Fondo PRC
Consistenza: un centinaio di titoli
Periodo: 1991–2009
Contiene prevalentemente video che documentano momenti dell'attività politica interna ed esterna del Partito della Rifondazione Comunista: congressi; assemblee nazionali; dibattiti, feste di Liberazione, manifestazioni di piazza, interviste televisive e spot elettorali.

### Audioteca/nastroteca
Consistenza: 3000 ore di sonori in presa diretta, in corso di recupero e catalogazione.
Periodo: anni cinquanta-ottanta.
Tale fondo rispecchia in termini di contenuti e di estremi cronologici quelli dei fondi audiovisivi dell'Unitelefilm e del PCI. Si evidenziano in particolare i discorsi di Palmiro Togliatti, tenuti in varie occasioni, soprattutto negli anni cinquanta e nei primi anni sessanta, di Giuseppe Di Vittorio e di altri leader politici della sinistra italiana.
Numerose inoltre le testimonianze e le interviste ad operai e militanti dei partiti politici della sinistra, raccolte in occasione di manifestazioni, scioperi, feste de l'Unità, del Primo Maggio.
Altrettanto numerose le registrazioni di assemblee, di congressi, di riunioni sindacali e del PCI.
Tale documentazione è in corso di recupero, descrizione e ordinamento.

#### Serie Interviste
Questa serie è costituita da interviste a protagonisti della storia politica italiana del secondo dopoguerra, in particolare dagli anni settanta agli anni ottanta del Novecento. Accanto alle testimonianze di leader di partiti politici, di sinistra e di destra, si trovano interviste a operai durante scioperi e manifestazioni, a femministe e a lavoratori di ogni settore.

#### Serie Dibattiti
La serie comprende alcuni documenti sonori, relativi a dibattiti pubblici, su temi di politica, cultura e vita sociale, svoltisi in Italia negli anni ottanta del Novecento.

#### Serie Manifestazioni e Scioperi
Questa serie riguarda le testimonianze raccolte a caldo in Italia, durante manifestazioni, scioperi, presidi e occupazioni di fabbriche. I documenti coprono un arco temporale che va dagli anni sessanta agli anni ottanta del Novecento.

#### Serie Interventi
Questa serie contiene interventi in pubblici dibattiti, comizi, relazioni e discorsi di leader politici della sinistra italiana negli anni settanta del Novecento.

#### Serie Reportage
Si tratta di pochi documenti relativi a reportage di viaggi in Vietnam e in Biafra.

### Archivi cartacei
La Fondazione archivio audiovisivo del movimento operaio e democratico conserva alcuni archivi cartacei di particolare rilevanza, a cominciare dall'archivio dell'Associazione ASAMO, poi Fondazione AAMOD. Accanto a questo, di particolare rilievo sono gli archivi di società di produzione quali l'Unitelefilm e la Reiac e del regista e critico cinematografico Libero Bizzarri.

#### Archivio Asamo-Aamod
Consistenza: 20 m lineari circa
Periodo: 1979-
Documentazione riguardante la vita istituzionale dell'Associazione e quindi della Fondazione. L'organizzazione dei materiali rispecchia le attività dell'archivio: le fasi dei processi produttivi dei film, di produzione propria e di altri, l'organizzazione di iniziative quali convegni e seminari, corsi di formazione, mostre e rassegne, pubblicazioni, ricerche, cataloghi.

#### Archivio Unitelefilm
Consistenza: 15 m lineari circa
Periodo: 1963-1979
Documentazione riguardante la vita istituzionale della società di produzione, già descritta nell'Archivio filmico. La maggior parte dell'organizzazione dei materiali cartacei rispecchia le attività della società: produzione, diffusione e distribuzione, accordi con l'estero, rapporti con il PCI e con le federazioni del partito.

#### Archivio Reiac
Consistenza: 15 m lineari circa
Periodo: 1964-anni novanta
La documentazione cartacea riguarda la vita istituzionale della società. La maggior parte dell'organizzazione dei materiali rispecchia le attività della società, inerenti all'ideazione, la progettazione, la produzione e realizzazione dei film della Reiac e la loro diffusione, ovvero documenta le fasi dei processi produttivi dei film. Numerosi i carteggi di autori e attori.

#### Archivio Libero Bizzarri
Consistenza: 2, 3 m lineari
Periodo: 1946-1986
L'archivio privato comprende documenti inerenti all'attività giornalistica e politica di Libero Bizzarri a partire dal 1946 e la sua attività di studioso dell'industria cinematografica. Sono presenti documenti cartacei, fotografici e iconografici inerenti ai cortometraggi girati e prodotti da Bizzarri per la Egle cinematografica e, in seguito, per la RAI. Sono conservate carte inerenti alla legislazione sul cinema dal 1963 sino alla metà degli anni ottanta e carte riferite alle attività svolte da Bizzarri presso: Circolo del cinema, Associazione cinema democratico; Associazione nazionale autori cinematografici. Numerosi i carteggi (tra gli altri con L. Basso, A. Corona, O. Lizzadri, G. Martello, P. Nenni) e le lettere (tra gli altri di G. Aristarco, L. Chiarini, A. Ciarrocchi, M. De Micheli, R. Guttuso, M. Maccari, U. Nespolo, G. Pirelli, S. Sherman, L. Solaroli, C. Zavattini). Risultano, infine, carte, risalenti agli anni ottanta, inerenti all'attività didattica di Bizzarri.

### Fototeca
L'archivio fotografico conserva oltre 250.000 immagini di argomento politico, storico-sociale, di storia del costume e della cultura, in particolare italiana. Le immagini coprono un arco temporale che va dall'inizio del Novecento a oggi, con maggiore consistenza per il periodo dal secondo dopoguerra agli anni ottanta del XX secolo.
Il patrimonio fotografico della Fondazione dal 2003 è gestito in outsourcing dalla società "Fotoarchivi&Multimedia".

#### Fondo Vie nuove
Consistenza: migliaia di immagini
Periodo: 1946-1978
La rivista Vie nuove, fondata nel 1946 da Luigi Longo, intendeva accostare le masse ai temi politici della sinistra, presentandosi con il taglio informativo caratteristico del settimanale di attualità. L'archivio fotografico della rivista, acquisito dalla Fondazione Archivio audiovisivo nel 1994, presenta le caratteristiche tipiche dell'archivio redazionale, connesso e finalizzato alla pubblicazione di un settimanale di attualità sociale, politica e culturale. I materiali sono suddivisi nelle due grandi serie "argomenti" e "personaggi". È presente inoltre una serie "miscellanea".
Le aree tematiche principali sono: lavoro, politica, costume, ambiente, società, storia, religione, cronaca, personaggi, arte, cinema, moda, sport, spettacolo.

#### Fondo Originale Asamo-Aamod (fotografico)
Consistenza: centinaia di foto
Periodo: fine ottocento-2000
In questo fondo sono raccolte immagini positive di provenienza varia, per lo più da privati, riguardanti soprattutto la storia del movimento operaio, del lavoro, del sindacato, delle donne, delle manifestazioni e dei movimenti collettivi, ma anche del costume, della cronaca, della moda, in Italia dalla fine dell'Ottocento a oggi, in particolare del secondo dopoguerra.

#### Fondo Reiac (fotografico)
Consistenza: 3.800 pezzi circa
Periodo: 1964-anni novanta
Questo fondo conserva foto di scena e backstage relative alla maggior parte della produzione cinematografica della società Reiac Film; inoltre documentazione fotografica relativa alla moda, al costume, alla cronaca politica italiana ed estera.

### Archivi ospiti
In questa sezione sono ospitati i cataloghi informatizzati di archivi audiovisivi che, grazie ad accordi e convenzioni con la Fondazione Aamod, rendono accessibili alla consultazione i loro patrimoni, descritti e ordinati con la consulenza e la collaborazione dell'Aamod.

#### Fondo Paolo Grassini
Questo fondo conserva i lavori di Paolo Grassini: documentari, fiction, prodotti televisivi.